# أسامة سحنون
أسامة سحنون (مواليد 2 أغسطس 1992) هو سبّاح جزائري، مثّل بلاده في الألعاب الأولمبية الصيفية 2016.

## روابط خارجية
أسامة سحنون على موقع الاتحاد الدولي للسباحة (الإنجليزية)
- أسامة سحنون على موقع SwimRankings.net (الإنجليزية)
- أسامة سحنون على موقع اللجنة الأولمبية الدولية (الإنجليزية)
- أسامة سحنون على موقع أوليمبيديا (الإنجليزية)